# Le Féroce
Le Féroce (en russe : Лютый) est un film soviétique, plus précisément kirghize, réalisé par Tolomouch Okeev sorti le 8 avril 1974.

## Synopsis
Un enfant mène une vie rude dans les grandes étendues kazakhes, aux côtés de son oncle, qui l'a recueilli. Un jour, il sauve un louveteau de la brutalité de son oncle, et se lie d'affection avec lui.

## Fiche technique
- Scénario : Andreï Kontchalovski, Andreï Tarkovski et Édouard Tropinine
- Durée : environ 97 minutes.
- Date de sortie : 
  - Union des Républiques socialistes soviétiques : 8 avril 1974
- Couleur.